# Thutmose III
Thutmose III (1481 a.C. – 1425 a.C.) è stato un faraone della XVIII dinastia egizia.

## Biografia

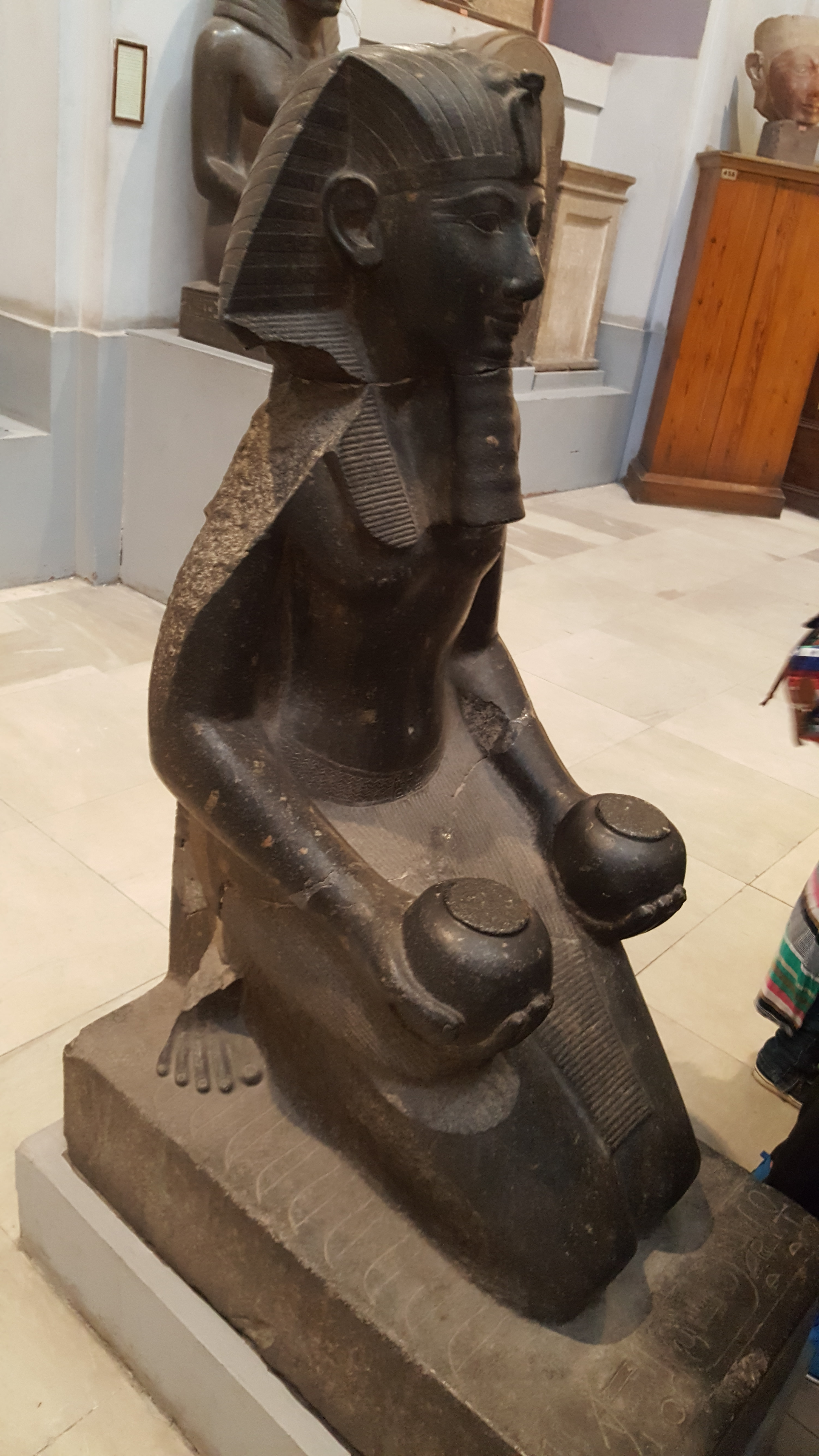
Statua di Thutmose III. Museo Egizio del Cairo

### Genealogia
Figlio di Thutmose II e della regina Iside, una delle spose secondarie del padre, ereditò il regno in giovanissima età, probabilmente intorno ai tre anni; la reggenza venne perciò presa dalla matrigna e zia Hatshepsut che, come coreggente, resse il trono per 22 anni; solo dopo la morte di Hatshepsut Thutmose nel 1458 a.C. prese il potere e governò l'Egitto per 32 anni fino alla sua morte. Verso la fine del suo regno associò al trono il figlio Amenofi II.
Thutmose III fu uno dei sovrani di maggior spicco della storia dell'Egitto; durante il suo lungo regno le tendenze imperialistiche, già presenti sotto i suoi predecessori, il nonno Thutmose I e il padre Thutmose II, ebbero un notevole impulso; nel corso del regno di Hatshepsut infatti non vi era stata alcuna campagna militare per rafforzare le posizioni già acquisite in precedenza.
Per molti storici rimane un mistero il fatto che una personalità così forte come quella di Thutmosi III abbia potuto accettare, per un tempo così lungo, di essere posta in secondo piano da Hatsepshut. È possibile che una delle cause di ciò sia stato l'appoggio che la matrigna aveva da parte del potente clero tebano di Amon, ormai diventato il dio supremo dello stato.
Nel periodo di coreggenza con la matrigna Thutmose III si dedicò inizialmente a incarichi di semplice rappresentanza e, solo in un secondo tempo, alle questioni militari per risolvere problemi di instabilità ai confini orientali, gettando le basi delle operazioni che avrebbe poi condotto a termine negli anni seguenti.

### La famiglia
La prima Grande Sposa Reale di Thutmose III fu Satiah che però morì presto e ebbe un unico figlio maschio, Amenemhat, che ebbe una vita molto breve. Il posto di Satiah fu preso da Merytre-Hatshepsut da cui nacquero almeno sei figli, fra cui Amenofi II. Tuttavia, la sua prima consorte fu Neferura, figlia di Hatshepsut e sorellastra di Thutmose, morta prima che questi prendesse il potere. Plausibilmente, non avendo avuto figli maschi, Hatshepsut acconsentì di dare in sposa Neferura al nipote quando, avendo preso pienamente il potere reale, decise di ipotizzare come suo successore proprio Thutmose. Altre consorti di Thutmose III furono anche Nebtu e Nebsemi; altre spose secondarie del faraone furono Menhet, Menwi e Merti, che avendo nomi non egizi, probabilmente erano principesse siriane.
Fra i suoi figli, oltre a Amenemhat e Amenofi II, erano annoverato anche Menkheperre, nato da Merytre-Hatshepsut, e Siamon. Fra le sue figlie, almeno quattro erano pure figlie di Merytre: Nebetiunet, Meritamon, Meritamon Tasherit e Iset; mentre è incerta la maternità di altre due principesse, Baketamon e Nefertiri.

## Le fonti
La principale fonte che possediamo sulle imprese di Thutmose III sono i cosiddetti Annali riportati sulle pareti del deambulatorio che circonda il Grande tempio di Amon a Karnak. Il testo, in parte mutilo, descrive le campagne militari del sovrano, in particolare gli scontri con Mitanni, e riporta inoltre l'elenco di ogni bottino conquistato e devoluto al culto di Amon. Altre fonti d'informazione sono la Stele di Gebel Barkal, che era stata eretta nei pressi del tempio di Amon a Napata e la stele di Armant, più piccola, che riporta sempre le stesse informazioni della precedente; esiste anche una terza stele, la cosiddetta stele poetica, trovata ancora a Karnak, in granito nero e che narra delle vittorie di Thutmose III offerte in dono a Amon.

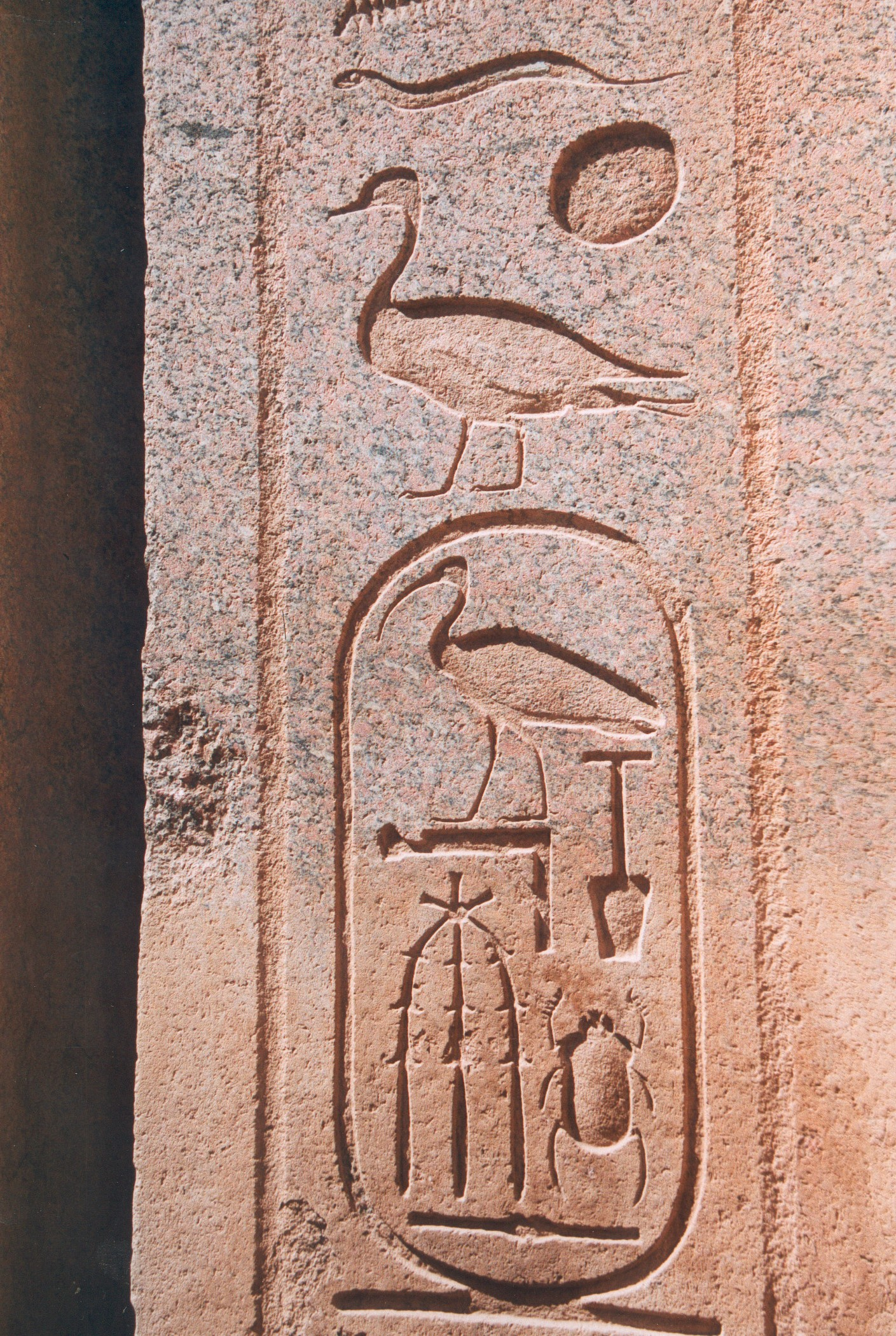
Cartiglio di Thutmose III. Karnak

## La conquista dell'impero
Durante i suoi anni di regno a guida dell'Egitto Hatshepsut era riuscita per molto tempo a evitare campagne militari, tranne alcuni interventi di piccola portata ai confini meridionali del regno contro le rivolte nubiane; la regina mantenne infatti i confini che erano stati rafforzati a suo tempo da Thutmose I con due campagne, una in Nubia e l'altra nel sud della Palestina. L'interesse principale di Hatshepsut era stato infatti quello di consolidare e dare autorevolezza al suo potere all'interno del regno, a tal scopo elevò a incarichi di grande prestigio i suoi fedelissimi Hapuseneb, che divenne Primo profeta di Amon, e Senenmut.
Dopo la cacciata degli Hyksos il vicino Oriente aveva subito molte evoluzioni; si erano creati piccoli e piccolissimi regni e principati, soprattutto nella zona della Siria. A nord della Mesopotamia si stava affermando con prepotenza la signoria di Mitanni, di incerta provenienza e abitato in gran parte dagli Hurriti, che si stava allargando in Assiria e verso la zona di Canaan. La città di Qadeš, posta a circa 150 km a nord di Damasco, durante l'ultimo anno del regno di Hatshepsut, aveva creato delle alleanze con gli staterelli sorti nella zona della Siria; il principe di Qadeš radunò gli alleati nella città di Megiddo, mettendo insieme un esercito sotto la protezione del re di Mitanni.
Una delle prime cose a cui pensò Thutmose appena asceso al trono fu quella di riorganizzare il suo esercito. Fino ad allora l'equipaggiamento di ogni milite era formato da lance, arco e frecce, scudi e mazze; dal popolo degli Hyksos gli egiziani appresero a usare in guerra un carro trainato da una pariglia di cavalli, a perfezionare le armi esistenti utilizzando il rame e il bronzo; introdussero inoltre l'elmo e modificarono l'arco a lunga gittata. In pochi mesi Thutmose, riorganizzando tutti i settori del suo esercito, riuscì a mettere insieme un'armata di circa ventimila soldati.

### La prima campagna
Durante l'ultimo decennio sotto Hatshepsut molti dei principati del Retenu (nome dato dagli egiziani al Vicino Oriente) coalizzati dal principe di Qadeš, non avendo più avuto controlli militari, si erano ripresi l'autonomia e si rifiutavano di pagare le imposte al regno. Thutmose decise che fosse giunto il momento di intervenire per porre fine alle ribellioni e mosse con il suo esercito partendo da Tjel, vicino all'odierno Canale di Suez; in pochi giorni attraversò il deserto e giunse nella città che prenderà poi il nome di Gaza, facendone la base delle operazioni. Sapendo che la coalizione nemica era radunata a Megiddo, Thutmose decise di puntare direttamente a nord; prima di muoversi convocò un consiglio di guerra per scegliere quale delle tre strade possibili era bene prendere per giungere alle spalle della città nemica; il faraone scartò le due vie più lunghe e agevoli e decise di utilizzare una strada secondaria che passava, tramite una gola stretta e pericolosa, attraverso le montagne, con lo scopo di sorprendere il nemico.
Infatti, quando Thutmose mosse l'attacco, l'esercito di Qadeš fu colto impreparato. Lo scontro decisivo fu guidato dal faraone che si trovava al centro fra i suoi soldati "su un carro da guerra d'oro, con tutte le sue armi, simile a Horus Branditore di Armi"; la battaglia volse ben presto a favore degli egiziani; l'armata confederata fuggì, abbandonando gli armamenti e si rifugiò entro le mura di Megiddo. Dopo sette mesi di assedio la città cadde, molti dei principi furono fatti prigionieri, ma il signore di Qadeš riuscì a fuggire e a rifugiarsi nella sua città. Come assicurazione per garantirsi l'obbedienza dei sovrani ribelli, Thutmose adottò una pratica che sarà ripresa quindici secoli dopo dai Romani: prese in ostaggio i figli dei principi per educarli a corte all'egiziana, trattandoli con il rispetto dovuto al loro status e poi rispedirli quali fiduciari in patria.

### Le campagne successive
Le campagne nell'area siro-palestinese (quindici riportate ma in realtà furono forse 17 o 18) erano quindi dirette a ricondurre all'obbedienza egiziana i principati clienti del Retenu.

Dalla prima spedizione Thutmose rientrò a Tebe con un bottino ragguardevole: oltre duemila cavalli, 892 carri da guerra, molto oro e argento, bestiame, vasellame, inoltre l'armatura e lo scettro d'oro del principe di Qadeš. Il faraone era però consapevole di non aver risolto definitivamente la situazione nel Retenu e che avrebbe dovuto gestire un territorio precario in quanto molto frazionato; soprattutto sapeva che il nemico ancora da battere era, oltre al signore di Qadeš, il principe di Mitanni.
Nel corso di quattro campagne successive la tattica seguita dall'Egitto fu in gran parte strategica, mirata soprattutto a dare segnali di forte presenza, requisendo i raccolti della ricca pianura di Megiddo, distruggento campi e vigneti, riscuotendo tributi. Nel corso dell'ultima di queste spedizioni, Thutmose intervenne militarmente contro Qadeš e contro la città di Djahy, occupò poi Ullaza, feudo del principe di Tunip, alleato di Qadeš, privandola così di appoggi.
Con la sesta campagna, l'anno seguente, Thutmose puntò direttamente a Qadeš, ormai rimasta isolata; vi arrivò via mare, sbarcando nel Libano settentrionale, abitato dai Fenici. Gli Egiziani posero l'assedio alla città che ben presto cadde e fu devastata, si rivolsero poi contro la città di Ardata che si era ribellata, riportandola all'obbedienza Anche in questa occasione i figli dei signori locali furono fatti prigionieri e portati a Tebe per essere educati.
Durante la settima spedizione il faraone occupò le città costiere per poter agire liberamente via mare. Nella fenicia Biblo instaurò un grande cantiere navale per costruire le navi per una flotta fluviale che furono poi trasportate con grandi carri attraverso la Siria fino all'Eufrate.
La campagna più complessa, ed anche quella meglio documentata dagli Annali e dalla stele di Napata, fu l'ottava che vide l'esercito egizio scontrarsi direttamente con Mitanni. L'Eufrate costituiva una barriera naturale di protezione, ma Thutmose, grazie alle navi fatte costruire a Biblo, riuscì a superarlo. Verso nord conquistò la regione di Karkemiš, aprendosi così la strada verso il fiume. In questa zona il faraone fece erigere una stele vicino a quella che, molti anni prima, aveva eretto il nonno Thutmose I; sconfisse quindi Aleppo, piazzaforte avanzata di Mitanni, e la conquistò; infine l'esercito egiziano riuscì a battere definitivamente le forze mitanniche nel territorio di Naharina.

La nona spedizione servì a soffocare una nuova rivolta di Djahy e, l'anno successivo, con la decima, mise fine a una ribellione nel territorio di Mitanni a nord ovest di Aleppo.
I resoconti dell'undicesima e dodicesima campagna sono purtroppo andati perduti; le successive spedizioni furono essenzialmente di consolidamento e di riscossione dei tributi. Thutmose dovette poi intervenire in una sedicesima campagna ancora contro Djahy che si era alleata di nuovo con Mitanni. Il faraone saccheggiò Tunip e si impadronì di tre città tra cui ancora una volta Qadeš. Queste vittorie segnarono la fine degli scontri decennali fra l'Egitto e Mitanni, lo scopo ultimo non era comunque mai stato quello di fare terra bruciata nelle zone sottomesse; Thutmose lasciò in vita un grande numero di piccolissimi regni che non furono inglobati direttamente sotto il controllo della corona egizia, ma lasciati al governo dei piccoli principi locali diventati tributari dell'Egitto; in tal modo creò una sorta di "cuscinetto" di baluardo per eventuali attacchi da oriente.

La situazione ai confini meridionali del regno non aveva invece mai suscitato molte preoccupazioni per Thutmose III; egli condusse una campagna nubiana nel suo ultimo periodo di regno per portare i confini dell'Egitto fino alla quarta cateratta del Nilo, vicino a Napata; qui il faraone fece erigere una stele che documenta molte sue imprese. I piccoli staterelli nubiani non erano d'altronde in grado di ribellarsi al dominio degli egiziani, per cui gli eventuali interventi furono sempre solo di controllo e di consolidamento.

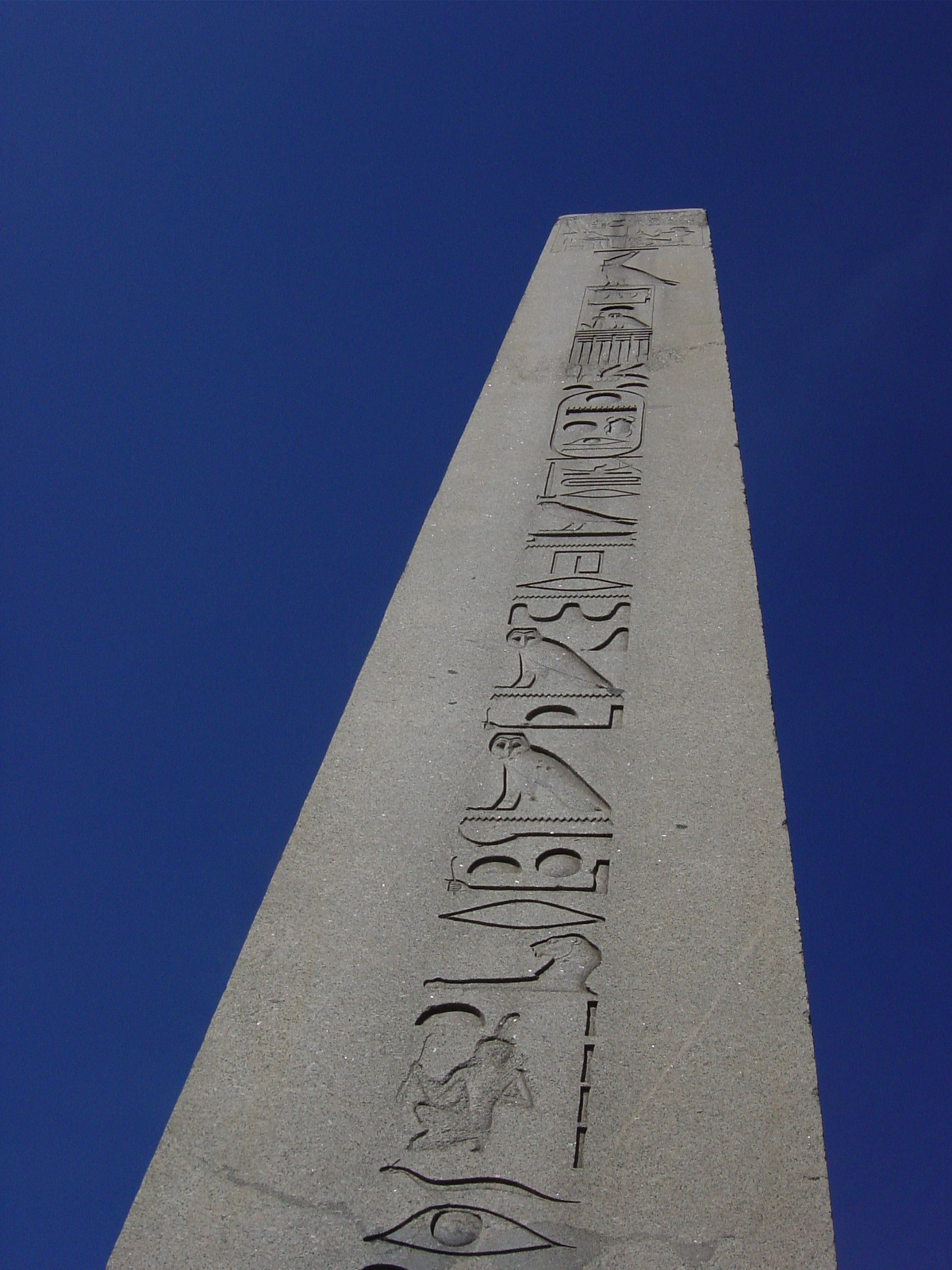
L'obelisco di Thutmose III oggi a Istanbul, nell'ex Ippodromo di Costantinopoli

## La politica interna
Durante gli intervalli di tempo tra una campagna e l'altra passati a Tebe, il faraone non trascurò di occuparsi attivamente degli affari interni. Gestì gli enormi tributi che giungevano dai territori conquistati. Il paese prosperava grazie alle ricchezze acquisite; il porto fluviale della capitale riceveva un gran numero di navi che portavano merci di ogni tipo e provenienza.

Thutmose aveva diviso la carica di visir in due, ponendone uno a Menfi, il visir del Nord, e uno a Tebe, quello del Sud. Nella tomba di Reckhmira, il funzionario più importante del regno di Thutmose che aveva assunto l'incarico di visir della Città meridionale, sono raffigurati uomini di ogni provenienza che organizzano e gestiscono i loro affari e commerci durante questo periodo.

Una delle principali scelte di Thutmose in politica interna fu quella di incrementare ulteriormente la potenza economica del clero di Amon a Karnak; egli fu ancora più generoso di Hatshepsut che aveva avuto un forte appoggio dal clero tebano grazie a grosse donazioni. Thutmose donò ai potenti rappresentanti dei sacerdoti una grossa parte del bottino conquistato durante le campagne militari: oro, argento, pietre preziose, bestiame, arredamenti di pregio e non solo, anche monumenti, obelischi e rendite fondiarie; egli arrivò anche a donare tre città asiatiche. Se tale scelta si doveva rivelare in un primo momento valida sia per il regno di Thutmose III che per i suoi primi successori, a lungo andare si trasformò in un grave errore politico, errore che fu poi alla base del crollo del Nuovo Regno.

Il faraone pose a capo della classe sacerdotale, come Primo profeta di Amon, Menkheperraseneb, uomo di sua completa fiducia che gli diede un forte appoggio all'interno del regno, garantendogli un controllo equilibrato sul diffidente ambiente del clero tebano; egli, assumendo la gestione dei beni materiali del Tempio, ne garantì una personale supervisione al faraone stesso.

### Attività edilizia e monumenti
Gli interessi del faraone non si limitarono alle conquiste territoriali e alla politica. Egli continuò l'attività del nonno Thutmose I in ambito edilizio soprattutto nel tempio di Amon a Karnak.
Numerose sono le testimonianze dell'attività in questo campo del sovrano. Fece erigere un'ulteriore cinta muraria, per protezione al Tempio di Amon, che circondava le mura preesistenti. La costruzione più imponente e interessante è la cosiddetta Sala delle Feste nella parte orientale di Karnak dove, oltre alla famosa Sala degli antenati, troviamo quella detta Giardino botanico dove sono rappresentate ed elencate le specie animali e vegetali che il re aveva trovato e probabilmente portato a Tebe dalla Siria. Ordinò anche la costruzione del Settimo pilone del Tempio e di due pilastri. Thutmose aveva poi una predilezione per gli obelischi, ne fece erigere molti, ma non tutti sono rimasti in Egitto: uno si trova oggi a Roma di fronte al Palazzo del Laterano, uno a Istanbul, una coppia (detta Ago di Cleopatra) oggi divisa tra Londra e New York. In epoca romana, numerose sfingi di pietra di Thutmose III furono portate a Spalato, per abbellire il Palazzo di Diocleziano; attualmente ne rimangono tre.

## La tomba

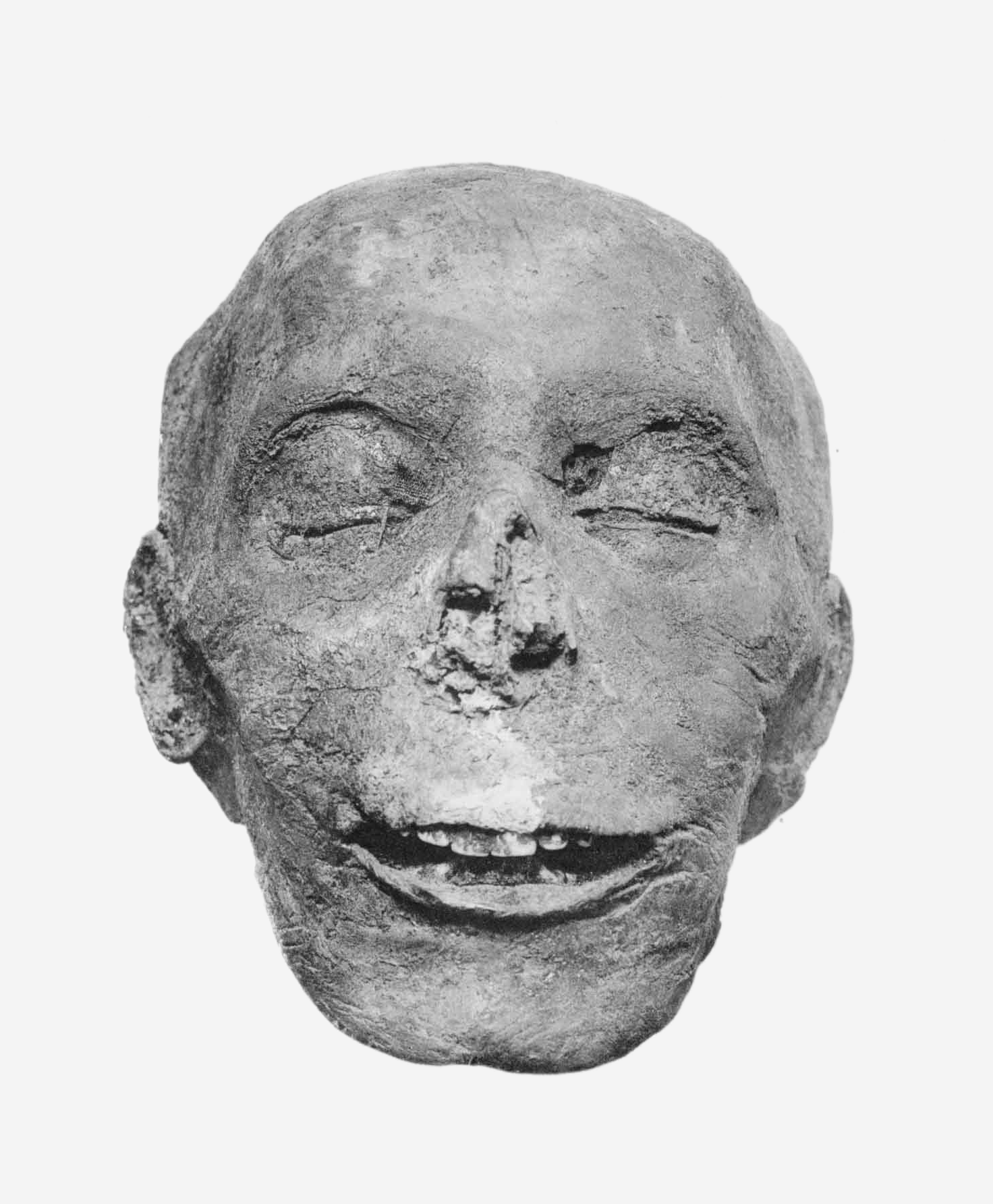
Testa di Thutmose

Thutmose III venne sepolto nella Valle dei Re, nella tomba (KV34) fatta preparare da lui stesso. Come la maggioranza delle tombe reali anche quella di Thutmose III venne depredata nei secoli seguenti. La sua mummia è stata rinvenuta nel nascondiglio DB320 di Deir el-Bahari ove venne nascosta durante la XXI dinastia.
Il 3 aprile 2021 la sua mummia è stata traslata con la Parata d'oro dei faraoni dal vecchio Museo Egizio al nuovo Museo nazionale della Civiltà egiziana.

## Liste Reali
| N5 | mn | L1 |

| N5 | mn | L1 |

| N5 | mn | L1 |

| N5 | mn | L1 |

| N5 | mn | L1 |

| N5 | mn | L1 |

| N5 | mn | L1 |

| N5 | mn | L1 |

| N5 | mn | L1 |

| N5 | mn | L1 |

| N5 | mn | L1 |

| N5 | mn | L1 |

| N5 | mn | L1 |

| N5 | mn | L1 |

| N5 | mn | L1 |

| N5 | mn | L1 |

## Titolatura
Il lungo regno di Thutmose III, che festeggiò per tre volte la festa Sed, e le vittorie esterne portarono questo sovrano a modificare più volte la sua titolatura ufficiale soprattutto il nome Horo che divenne sempre più un vero e proprio manifesto politico
| G5 |

| G5 |

| E1 · D40 | N28 · G17 | R19 | X1 · O49 |

| E1 · D40 | N28 · G17 | R19 | X1 · O49 |

| E1 · D40 | N28 · G17 | R19 | X1 · O49 |

| E1 · D40 | N28 · G17 | R19 | X1 · O49 |

| E1 · D40 | N28 · G17 | R19 | X1 · O49 |

| E1 · D40 | N28 · G17 | R19 | X1 · O49 |

| E1 · D40 | N28 · G17 | R19 | X1 · O49 |

| E1 · D40 | N28 · G17 | R19 | X1 · O49 |

| G16 |

| G16 |

| V29 | M23 | X1 | M17 | M17 | N5 | Z1 | W19 | G17 | Q3 · X1 · N1 |

| V29 | M23 | X1 | M17 | M17 | N5 | Z1 | W19 | G17 | Q3 · X1 · N1 |

| G8 |

| G8 |

| S42 | D40 · F9 · F9 | D45 | N28 · Z2 |

| S42 | D40 · F9 · F9 | D45 | N28 · Z2 |

| M23 · X1 | L2 · X1 |

| M23 · X1 | L2 · X1 |

| N5 | mn | L1 |

| N5 | mn | L1 |

| N5 | mn | L1 |

| N5 | mn | L1 |

| N5 | mn | L1 |

| N5 | mn | L1 |

| N5 | mn | L1 |

| N5 | mn | L1 |

| G39 | N5 |

| G39 | N5 |

| G26 | F31 | s |

| G26 | F31 | s |

| G26 | F31 | s |

| G26 | F31 | s |

| G26 | F31 | s |

| G26 | F31 | s |

| G26 | F31 | s |

| G26 | F31 | s |

Altre forme del nome Horo furono:

| G5 |

| G5 |

| E1 · D40 | N28 · G17 | C10 |

| E1 · D40 | N28 · G17 | C10 |

| E1 · D40 | N28 · G17 | C10 |

| E1 · D40 | N28 · G17 | C10 |

k3 nḫt ḫˁ m m3ˁt - Ka nekhet kha em Maat
Toro possente che appare alla Maat
| G5 |

| G5 |

| E1 · D40 | C2 | mr |

| E1 · D40 | C2 | mr |

| E1 · D40 | C2 | mr |

| E1 · D40 | C2 | mr |

k3 nḫt mry rˁ - kha nekhet meri ra
Toro possente amato da Ra

### Romanzi
- Corrado Caldarella, Il destino del faraone guerriero: L'ascesa al trono di Thutmose III, passato alla storia come il Napoleone d'Egitto, ebook, 2018,  p. 221.
- Christian Jacq, Il faraone, traduzione di Maddalena Togliani, Milano, Tre60, 21 novembre 2019,  p. 479.